# Assemblea nazionale del popolo (Guinea-Bissau)
L'Assemblea nazionale del popolo della Guinea Bissau (in portoghese Assembleia Nacional Popular da Guiné-Bissau) è il parlamento monocamerale della Repubblica della Guinea-Bissau.

## Composizione
Il Parlamento della Guinea-Bissau è composto da 102 deputati, aventi mandato quadriennale, di cui 100 eletti con il sistema proporzionale e 2 riservati ai cittadini residenti all’estero. Essi rappresentano il popolo e compongono il potere legislativo del paese, esercitato appunto dall’Assemblea.